# 工藤淳 (気象予報士)
工藤淳（くどう じゅん、1949年10月14日 - ）は、アップルウェザーの代表取締役であり、気象予報士、防災士である。

## 来歴
- 1949年（昭和24年）10月14日生まれ。青森県つがる市出身。
- 1968年（昭和43年） - 五所川原工業高校機械科卒業
- 1972年（昭和47年） - 日本気象協会に勤務
- 1995年（平成7年） - 気象予報士登録
- 1999年（平成11年）4月2日 - 有限会社アップルウェザー創業

## 公職
- 2000年（平成12年） - 青森県気象予報士会初代会長
- 2006年（平成18年） - 特定非営利活動法人青森県防災士会会長
- 青森県花粉情報研究会理事

## 出演番組
- あおもりTODAY（それ行けお天気追跡隊）
- 海の気象ニュース(以上青森放送)
- あっぷるワイド（あおもり気象の話し）（NHK青森放送局）

### 過去に出演
- らくてんスタジオ（青森テレビ）